# Gran Iran

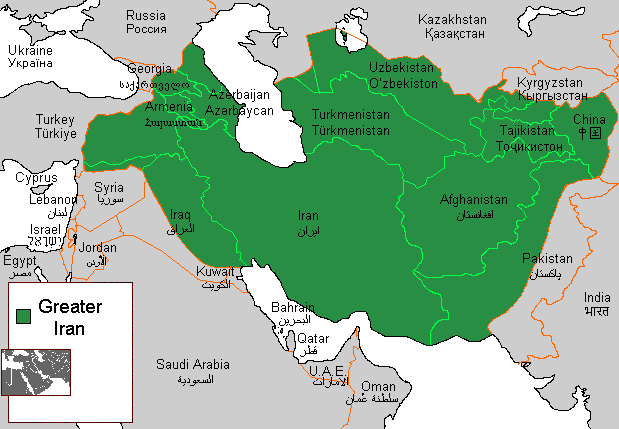
Geogràficament i culturalment, el Gran Iran inclou tot l'altiplà iranià, estenent-se per l'Àsia central, englobant-hi la (bactria), l'Hindukush, l'Afganistan, el Pakistan Occidental, la Síria Oriental i el Caucas.

Gran Iran (persa: ایران بزرگ; la Encyclopædia Iranica usa el terme Continent Cultural Iranià) és un terme que fa referència a les regions que tenen una significativa influència cultural iraniana. Es correspon a grans trets amb el territori que envolta l'altiplà iranià, incloent des del Caucas fins a l'Indus.

A causa que es tracta d'un concepte cultural que representa regions establertes per tribus iranianes, no es correspon amb cap entitat política en particular. Pel que es refereix als sassànides, en les inscripcions del segle iii dels quals apareix per primera vegada el terme 'Iran' com un concepte polític, l'estat iranià multinacional inclou Àsia Menor però exclou territoris a l'est de les dues conques de desert de sal iranià.